# Lasioderma fuscum
Lasioderma fuscum is een keversoort uit de familie klopkevers (Anobiidae). De wetenschappelijke naam van de soort is voor het eerst geldig gepubliceerd in 1892 door Rey.